# Quintus Pompeius
Quintus Pompeius est un homme politique romain et militaire romain du IIe siècle av. J.-C.

## Biographie

### Origine
Fils d'Aulus Pompée, il est humble d'extraction, mais nous ne savons rien de son cursus honorum, ni des moyens par lesquels il est arrivé au consulat. Cicéron le qualifie d'homo novus, : aucun membre de sa famille n'a occupé de charge publique avant lui et il n'est pas issu de la noblesse.

### Carrière

#### Consulat
En 141 av. J.-C., il est élu consul avec comme collègue Cnaeus Servilius Caepio.
Il remporte l'élection face à Caius Laelius Sapiens, qui est soutenu par Scipion Émilien. Scipion Émilien, qui jusque là est en bons termes avec Quintus Pompeius, renonce ensuite à toute relation avec ce dernier.
Pendant son consulat, il est envoyé en Hispanie citérieure avec l'ordre de remplacer Quintus Caecilius Metellus Macedonicus, tandis que Quintus Fabius Maximus Servilianus est gouverneur d'Hispanie ultérieure, pour écraser la révolte de Numance.
Cette même année, il ordonne aux soldats romains de s'établir aux environs de Numance. Dans un premier temps, les habitants de la ville, conscients de leur infériorité, refusent d'engager un combat ouvert avec les Romains et se limitent à harceler leurs lignes.

#### Proconsulat en Hispanie
Devant le peu de succès du siège, Quintus Pompeius ordonne aux troupes romaines d'assiéger Tiermes, mais finit par être de nouveau repoussé. Puis le proconsul décide d'attaquer Manlia - qui finit par ouvrir les portes aux Romains après que ses habitants eurent tué en une nuit tous les gardes de Numance présent dans la ville - et encore Tiermes, qui cette fois tombe entre ses mains. Ces deux villes prises, et après avoir vaincu le chef Tanginus en Sedetani, le proconsul concentre à nouveau son attention sur le siège de Numance.
Cette fois, il décide de couper l'approvisionnement des rebelles en bloquant le Douro mais doit abandonner car les rebelles quittent la ville et attaquent les Romains, en réussissant à les repousser. Le proconsul ordonne alors à ses hommes de rester dans le camp mais les conditions hivernales provoquent un taux de mortalité élevé. Pour éviter un plus grand désastre, il finit par lever le siège et répartit ses hommes entre les villes alliées.
En 139 av. J.-C., le Sénat envoie Marcus Popillius Laenas pour le remplacer. Mais pendant que le consul est en route, Quintus Pompeius conclut avec les habitants de Numance un traité secret très défavorable aux intérêts romains. Le traité est dénoncé devant les sénateurs, qui l'invalide et décide de reprendre le combat.

#### Censure
À son retour à Rome, Quintus Pompeius échappe à toute punition en relation avec sa conduite dans le traité, mais peu de temps après, il est accusé d'extorsion dans sa province, charge dont il est finalement acquitté, malgré le fait que des personnes très éminentes comme Quintus Caecilius Metellus Macedonicus ou Lucius Caecilius Metellus Calvus, aient témoigné contre lui.
En 131 av. J.-C., il devient censeur avec Quintus Caecilius Metellus Macedonicus, première fois où deux plébéiens occupent la magistrature,,,,. Il entre en conflit avec un tribun de la plèbe et cherche à encourager la natalité.

### Fond ancien
- (grc) Appien, Ἰβηρική. .
- Cicéron, De finibus bonorum et malorum (lire sur Wikisource). .
- Cicéron, De officiis (lire sur Wikisource). .
- Cicéron, Pro Fonteio (lire sur Wikisource). .
- Cicéron, Pro Murena (lire sur Wikisource). .
- Cicéron, Laelius de amicitia (lire sur Wikisource). .
- Florus, Abrégé de l’histoire romaine (lire sur Wikisource). .
- (la) Paul Orose, Histoires contre les païens. .
- Tite-Live, Ab Urbe condita libri (lire sur Wikisource). .
- (la) Valère Maxime, Facta et dicta memorabilia. .

### Ouvrages modernes
- (es) Juan de Mariana, Historia General de España, 1601 (1re éd. 1592) (lire en ligne). .
- (de) Franz Miltner, « Pompeius 12 », dans Paulys Realencyclopädie der classischen Altertumswissenschaft (RE), Stuttgart, 1952, p. XXI,2, col. 2056-2058.
- (es) Ambrosio de Morales, Crónica General de España, 1791 (lire en ligne). .